# Roodkopgier
De roodkopgier of kalkoengier (Cathartes aura) is een vogel uit de familie van de gieren van de Nieuwe Wereld (Cathartidae), en van deze familie de soort met het grootste verspreidingsgebied, dat loopt van het zuiden van Canada tot aan Vuurland, het zuidelijkste punt van Zuid-Amerika, en overlapt het leefgebied van de overige Amerikaanse gieren, waaronder de kleine en grote geelkopgier en de zwarte gier.
De habitat van de roodkopgier bestaat uit een verscheidenheid aan open en halfopen terreinen. Een groot dagdeel foerageert hij, waarbij hij zo veel mogelijk gebruikmaakt van thermiek. De roodkopgier is een aaseter die zich vrijwel alleen met kadavers voedt. Die vindt hij niet alleen op het zicht, zoals alle gieren doen, maar ook op de geur. De roodkopgier is in staat om op grote afstand de gassen te onderscheiden die bij de ontbinding vrijkomen. Zo kan hij ook kleine en goed verborgen kadavers vinden, waardoor hij een belangrijke niche invult in zijn ecosysteem.

## Veldkenmerken
De roodkopgier behoort tot de grotere vogels van Amerika. Een volwassen vogel heeft een lichaamslengte van 64 tot 81 centimeter en een vleugelspanwijdte van ongeveer 150 tot 180 centimeter. Het gewicht ligt meestal tussen de 0,85 en 2 kilogram. In het noordelijkste deel van het verspreidingsgebied zijn roodkopgieren gemiddeld groter dan die in het Neotropisch gebied. Er is weinig seksuele dimorfie, zowel in afmetingen als in het verenkleed.

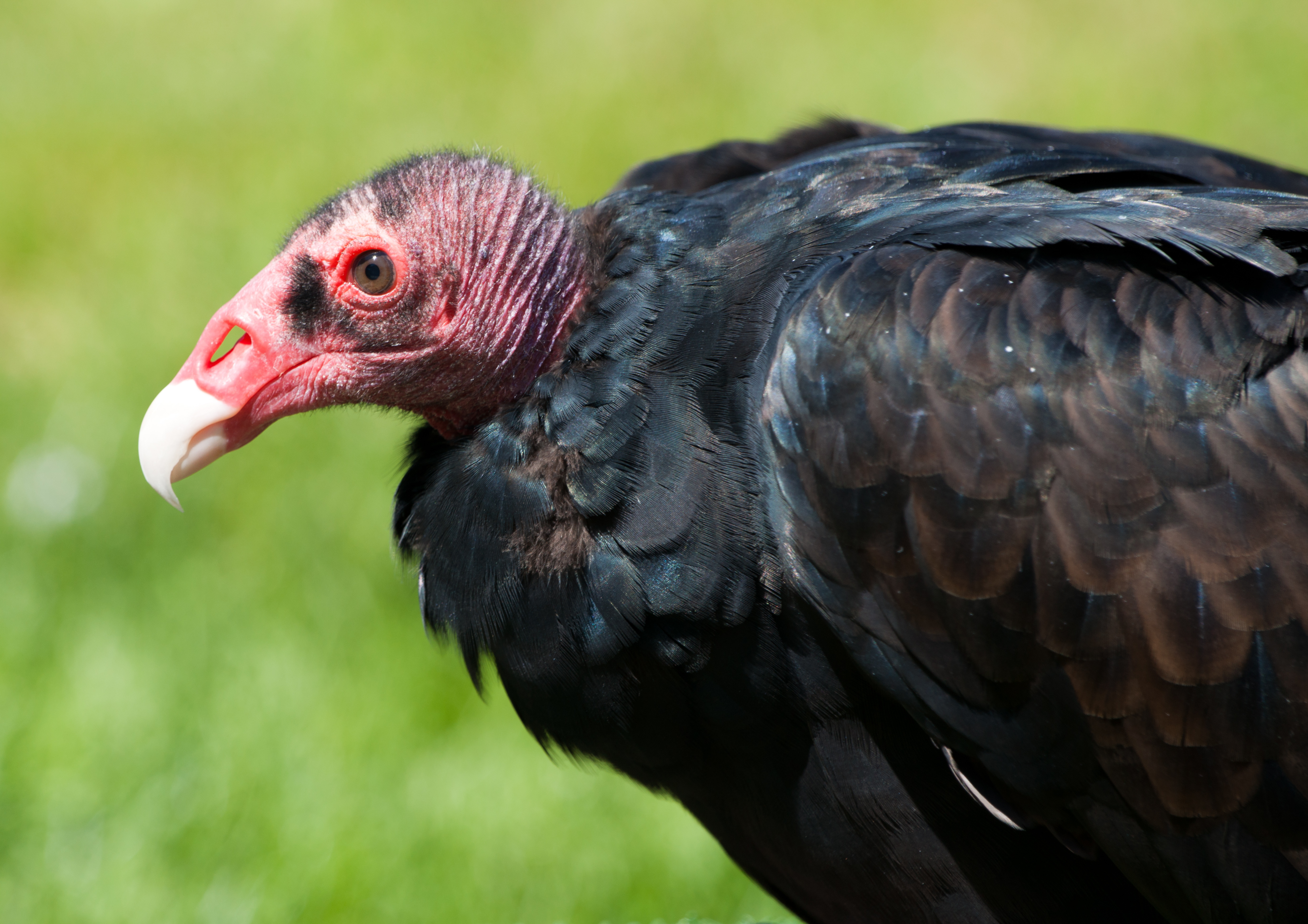
Net als alle gieren van de Nieuwe Wereld heeft de roodkopgier geen neustussenschot.

Het verenkleed is overwegend bruinzwart. De slagpennen van de brede vleugels zijn aan de onderzijde zilvergrijs. De relatief kleine kop van de roodkopgier is rood en heeft weinig tot geen veren. Een volwassen vogel heeft soms witte tuberkels op de teugel voor zijn ogen, die zich uitbreiden naarmate hij ouder wordt. Ook de naakte nek vertoont bij het ouder worden meer rimpels.
Het oog heeft een onvolledige rij wimpers op het bovenste ooglid en twee rijen op het onderste. De iris heeft een grijsbruine kleur. De korte, ivoorkleurige snavel heeft een forse, haakvormige punt. Net als alle Amerikaanse gieren heeft de roodkopgier geen neustussenschot; men kan zijdelings dwars door de neusgaten kijken.
De huid van de poten is roze, maar meestal bedekt met witte sporen van uitwerpselen. De voeten zijn plat, relatief zwak en voorzien van vrij botte klauwen. Ze zijn hierdoor weinig geschikt voor het vastgrijpen van grote stukken aas.

### Onderscheid met andere soorten
De roodkopgier lijkt sterk op de kleine geelkopgier (Cathartes burrovianus) en de grote geelkopgier (Cathartes melambrotus). Deze zeldzamere gieren onderscheiden zich door een iets kleiner formaat en de gele en blauwachtige kleuren op hun kop. Qua postuur komt de roodkopgier ook overeen met de iets kleinere zwarte gier (Coragyps atratus), een zeer talrijke gier in Amerika. Die heeft echter een geheel zwarte kop, een kortere, bredere staart en kortere, volledig zwarte vleugels. Het vliegbeeld van de roodkopgier lijkt op dat van de roodstaartbuizerd en de steenarend. Hij zweeft echter meer op de thermiek en houdt zijn vleugels daarbij in een lichte V-vorm.

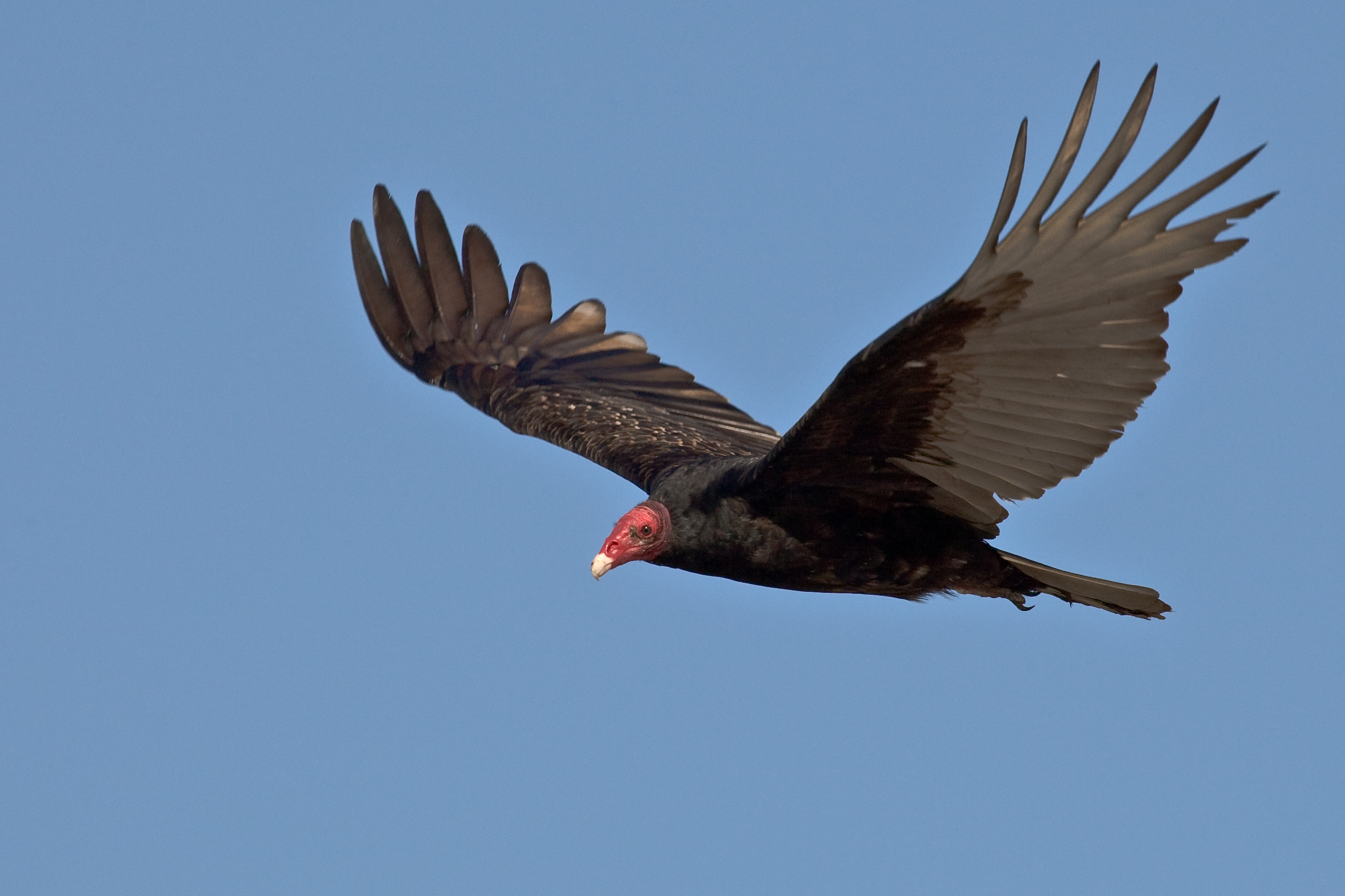
Vliegbeeld van een roodkopgier boven Morro Bay, Californië
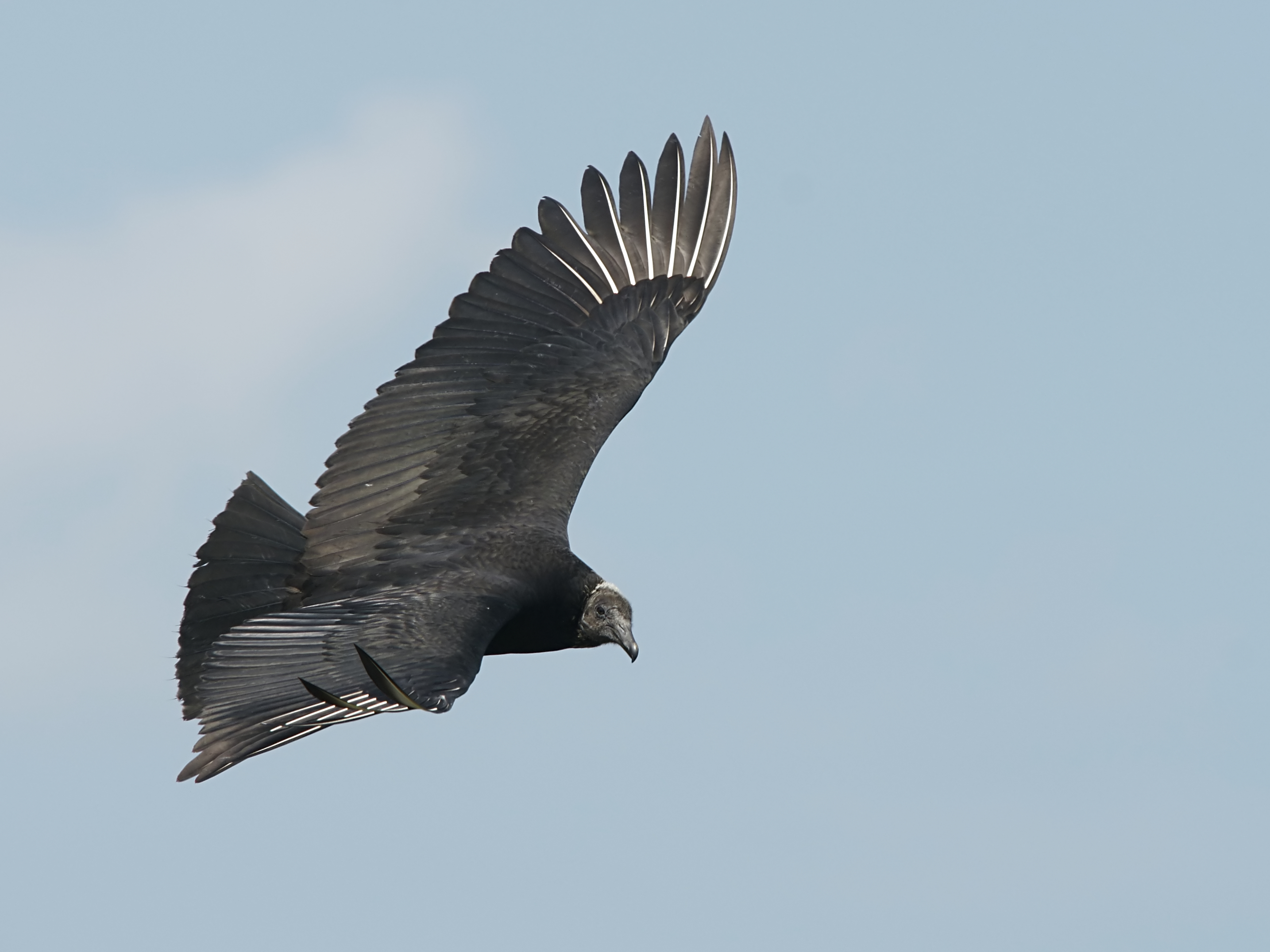
Vliegbeeld van een zwarte gier (Coragyps atratus)
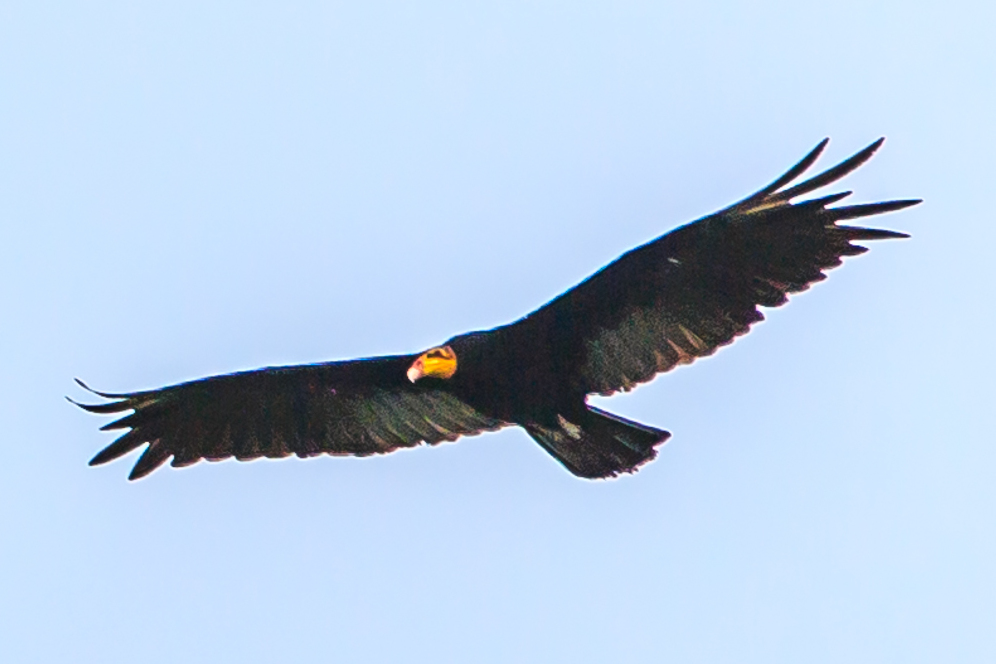
Vliegbeeld van een grote geelkopgier (Cathartes melambrotus)
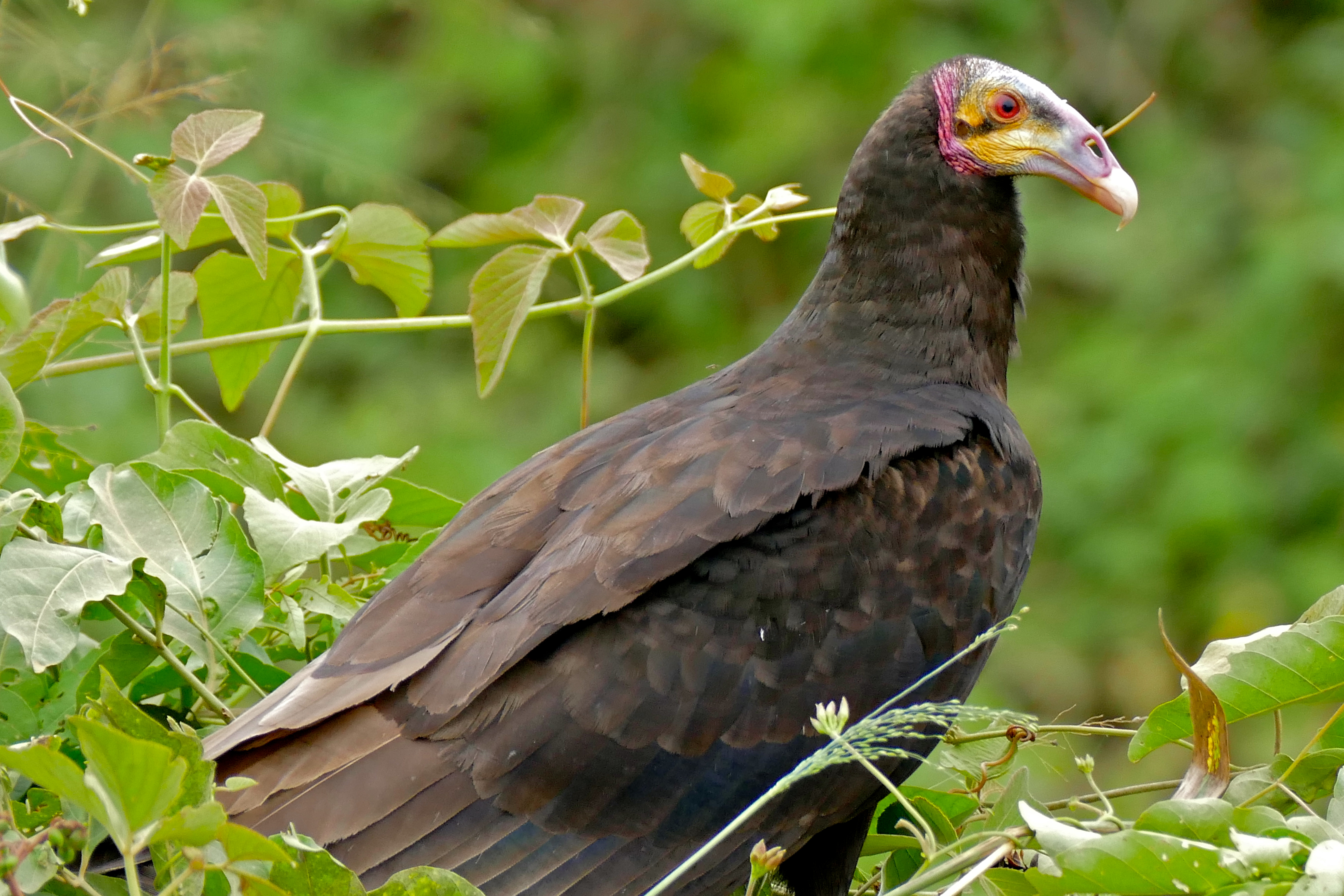
Kop van een kleine geelkopgier (Cathartes burrovianus)

## Fysiologie
Net als alle gieren heeft de roodkopgier een spijsverteringsstelsel dat is aangepast aan het verteren van rottende kadavers. Het maagzuur is krachtig genoeg om schadelijke bacteriën en virussen uit te schakelen. De roodkopgier onderscheidt zich, samen met de twee andere soorten uit het geslacht Cathartes, van andere gieren door zijn goed ontwikkelde reukzin. De gieren uit dit geslacht zijn de enige roofvogels waarvan met zekerheid bekend is dat ze hun reukorgaan gebruiken bij het zoeken naar voedsel. De bulbus olfactorius in de hersenen, het orgaan dat verantwoordelijk is voor het registeren van geur, is bij deze gieren verhoudingsgewijs aanzienlijk groter dan bij de meeste andere dieren. Hierdoor kunnen ze vanaf grote afstand de geur van ethaanthiol waarnemen, het gas dat wordt geproduceerd in de eerste stadia van verrotting.

### Voortbeweging

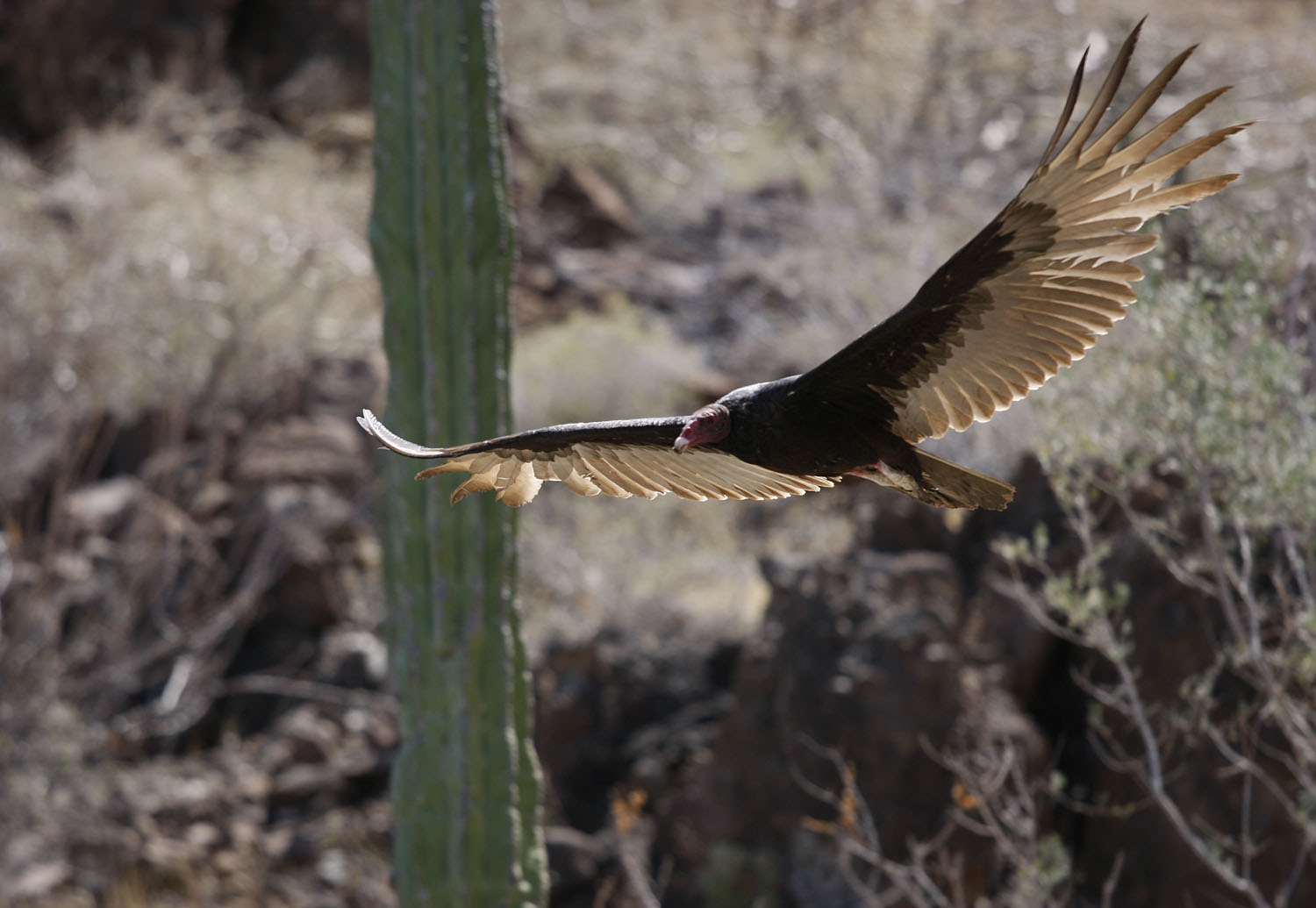
Een roodkopgier vliegt door de woestijn in Baja California Sur, Mexico.

Op de grond beweegt de roodkopgier zich moeizamer voort dan bijvoorbeeld de zwarte gier. Hij verplaatst zich met kleine, onhandige sprongen en moet veel moeite doen om op te stijgen. Eerst maakt hij een aantal kleine sprongen, waarbij hij met veel geluid zijn vleugels op en neer slaat, en uiteindelijk stijgt hij klapwiekend op.
De vlucht van de roodkopgier is traag. Tijdens het vliegen houdt hij zijn vleugels in een ondiepe V-vorm, waardoor de vlucht stabieler is. Daardoor kan hij zelfs in turbulente lucht zeer laag bij de grond vliegen, waar hij het aas goed kan ruiken. Bovendien stelt het hem in staat om in kleine cirkels te vliegen en ook kleine thermiekbellen te benutten om lift te krijgen. Bij het vliegen wendt hij zich regelmatig naar een zijde, waardoor de zilvergrijze slagpennen in het zonlicht nog meer opvallen. Hij slaat weinig met zijn vleugels, maar weet zich door zijn grote vleugeloppervlak met een minimale krachtinspanning in de lucht te houden. Zo kan hij boven kolommen opstijgende lucht grote afstanden afleggen op zoek naar voedsel. Wanneer hij op de thermiek zweeft, vormt hij vaak zwermen met soortgenoten.

### Geluid
De roodkopgier maakt weinig geluid. Dit komt omdat hij net als veel andere gieren geen syrinx heeft. Wanneer de roodkopgier zich bedreigd voelt of andere gieren bij een kadaver probeert te verjagen, laat hij een laag gesis horen. Zowel volwassen gieren tijdens de balts als hongerige nestlingen grommen.

## Gedrag en leefwijze

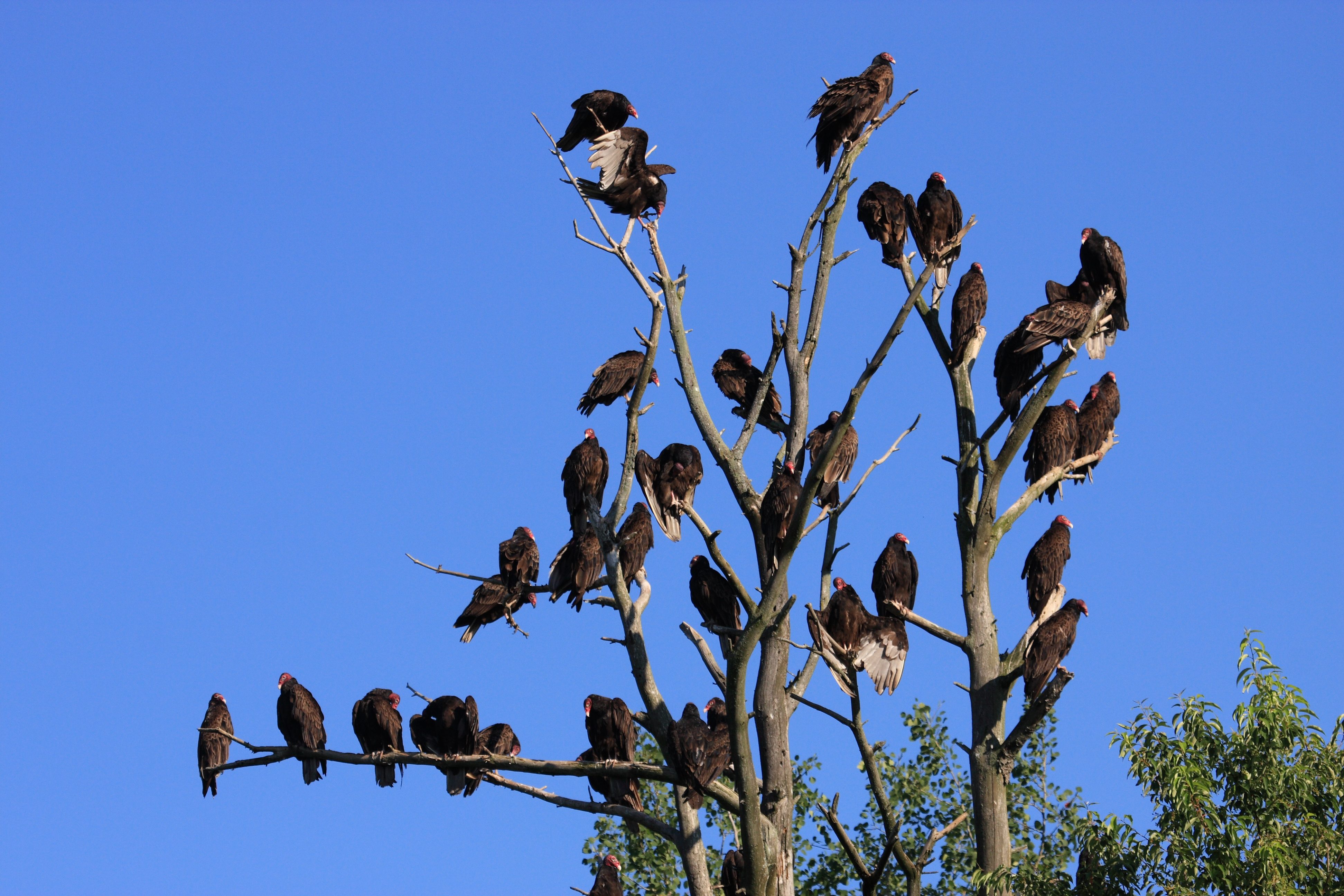
Een groep roestende roodkopgieren in Outaouais, Canada

De roodkopgier is een sociale vogel, die in tegenstelling tot de zwarte gier zelden agressief is tegenover mensen. Buiten het broedseizoen komen groepen roodkopgieren bijeen om te roesten. De grootte van zo'n groep varieert van een kleine familie tot honderden vogels. Zwarte gieren delen regelmatig dezelfde roestplaats. Hoewel de roodkopgier in grotten en op kliffen broedt, gebruikt hij die locaties nooit buiten het broedseizoen. De vogels roesten bij voorkeur op dode of kale bomen, maar ook op watertorens en andere bouwwerken. 's Nachts daalt hun lichaamstemperatuur zes graden naar 34°C, tegen onderkoeling aan. Twee uur na zonsopgang vertrekken de eerste vogels om individueel te foerageren.

### Verzorging

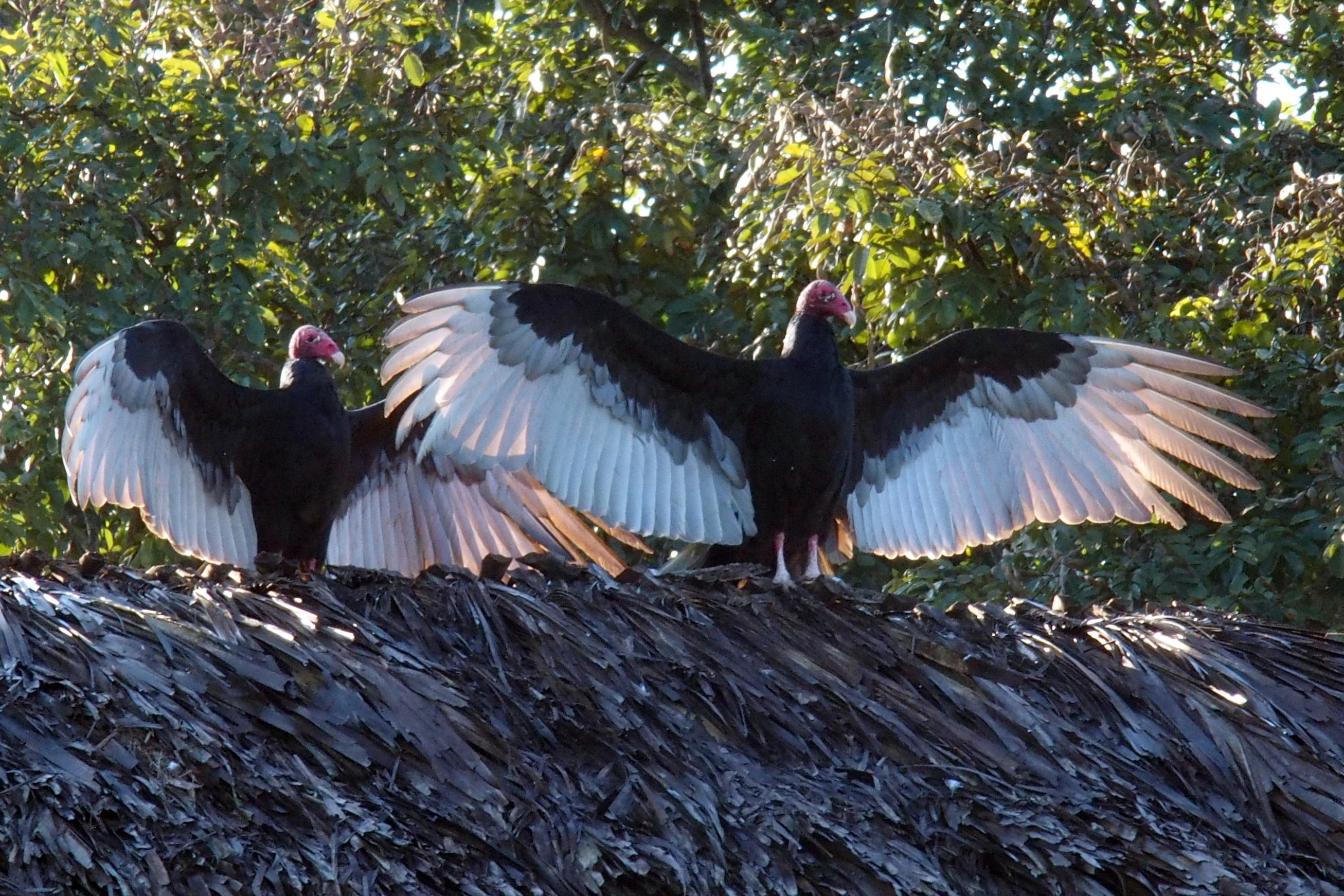
Twee roodkopgieren met gespreide vleugels langs de Varkensbaai in Cuba

In rust spreidt de roodkopgier regelmatig zijn vleugels uit in de zon. Hij doet dit vooral na een mistige of regenachtige nacht. Naast het drogen van de veren zou deze houding andere functies kunnen hebben, zoals opwarming of het doden van bacteriën. Hetzelfde gedrag is ook waargenomen bij andere Amerikaanse gieren, gieren van de Oude Wereld en ooievaars.
Een andere eigenschap die de roodkopgier met veel ooievaars deelt, is urohidrosis, oftewel het bedekken van de poten met ontlasting. Hij doet dit onder andere voor zijn thermoregulatie. Wanneer het water in de ontlasting verdampt, koelen de bloedvaten in de poten af. Het bijtende urinezuur in de ontlasting doodt bovendien de bacteriën die de gier verzamelt wanneer hij over een kadaver loopt. Het veroorzaakt na verloop van tijd lichte vlekken op de poten.

### Voedsel
Het voedsel van de roodkopgier bestaat voornamelijk uit kadavers, van kleine vogels, amfibieën en reptielen tot grote grazers. Hij doodt zelden of nooit zijn prooi, in tegenstelling tot de zwarte gier. De roodkopgier vertoont een voorkeur voor dieren die nog niet in een vergevorderde staat van ontbinding zijn. Hij heeft echter geen sterke snavel en moet soms wachten tot de huid genoeg is vergaan. De zachte delen worden het eerst gegeten en sommige organen worden zo veel mogelijk vermeden.

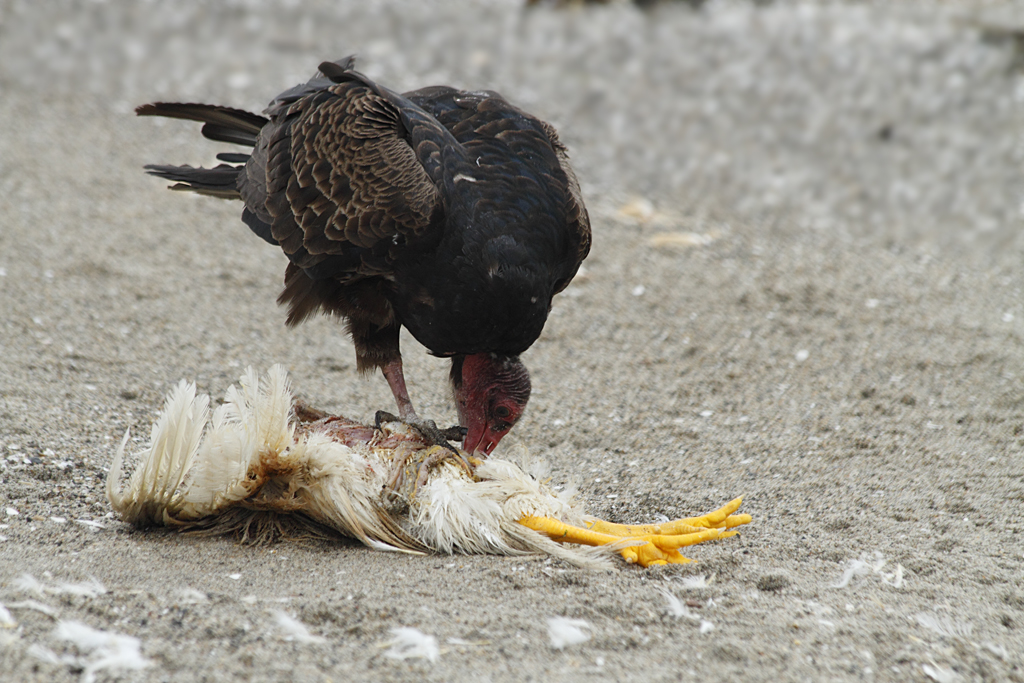
Een roodkopgier in Californië voedt zich met een dode vogel.

De roodkopgier is een opportunist. Hij wordt vaak langs de weg gezien, waar hij zich voedt met aangereden dieren. Ook bezoekt de vogel grote meren of rivieren, waar hij op zoek gaat naar aangespoelde vissen. De roodkopgier voedt zich sporadisch met ongewervelde dieren of plantaardig voedsel.
Tijdens het foerageren gebruikt de roodkopgier zijn scherpe gezichtsvermogen, maar lijkt nog meer af te gaan op zijn goed ontwikkelde reukzin. Zijn vermogen om geuren nauwkeurig te traceren stelt de roodkopgier in staat om in een verscheidenheid aan habitats te foerageren. Ook kadavers die onder de bladeren liggen weet hij te vinden. De roodkopgier vliegt in min of meer open gebieden vaak laag boven de grond en bij een woud tot onder de bovenste boomlaag. De roodkopgier let ook op foeragerende grote geelkopgieren, omdat die nog beter ruiken. Zwarte gieren, andescondors (Vultur gryphus), Californische condors (Gymnogyps californianus) en koningsgieren (Sarcoramphus papa) missen een goed ontwikkelde reukzin en volgen daarom de roodkop- en geelkopgieren.
Wanneer een roodkopgier een kadaver heeft gelokaliseerd, cirkelt hij een aantal keer in de lucht voor hij afdaalt. Zo laat hij zijn familieleden weten dat hij voedsel heeft gevonden. Bij het kadaver gedraagt de roodkopgier zich territorialer tegenover soortgenoten dan bijvoorbeeld de zwarte gier. Eerder gearriveerde geelkopgieren worden doorgaans weggejaagd en roodkopgieren die later arriveren wachten in de regel hun beurt af. Wanneer ze dit niet doen worden ze meestal verjaagd. Bij grote kadavers kunnen meerdere roodkopgieren tegelijk eten. Hierbij kiezen de dominante mannetjes de beste stukken uit.

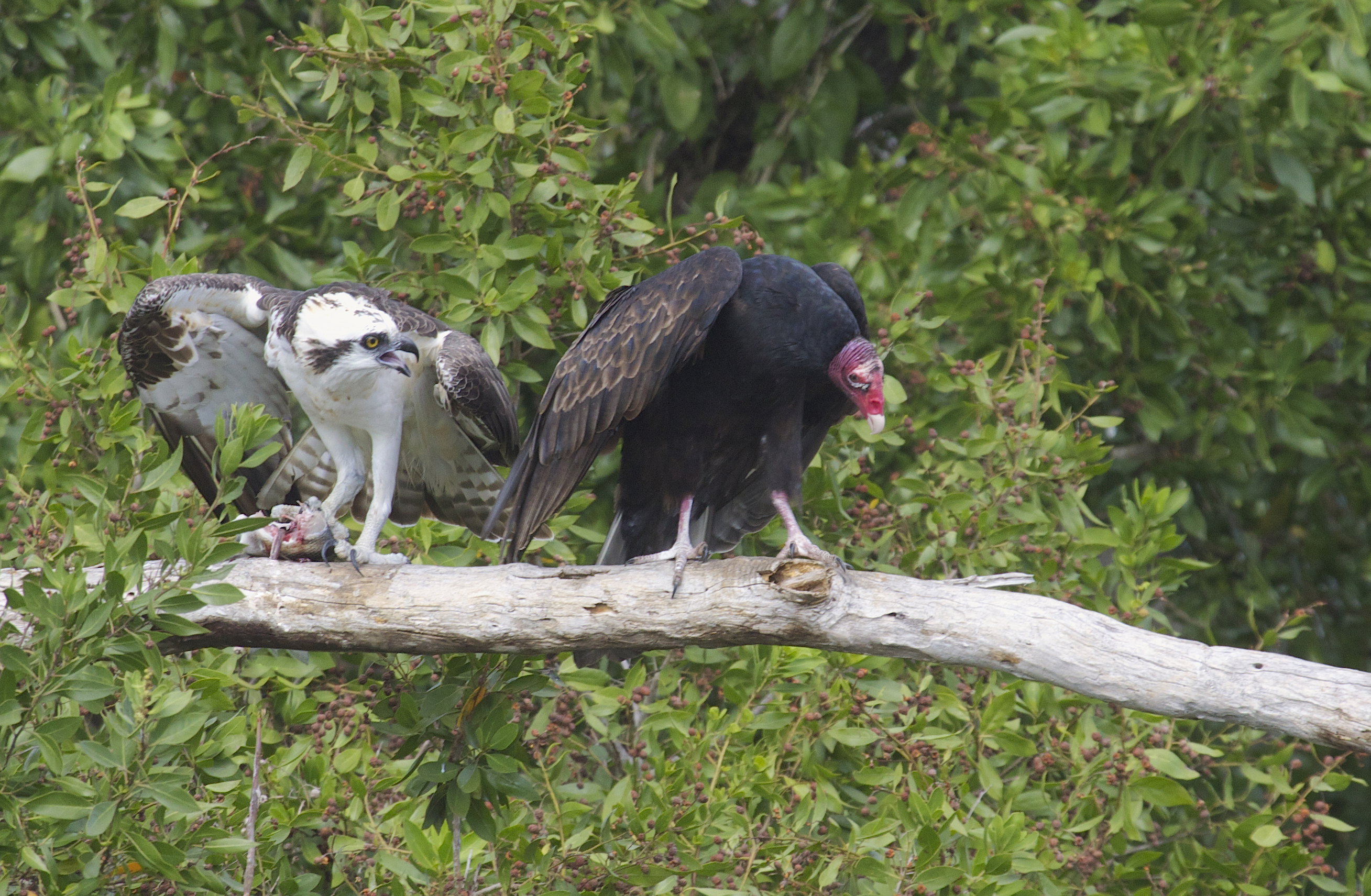
Een visarend verjaagt een roodkopgier in de Everglades, Florida.

In de pikorde bij een kadaver staat de roodkopgier onder de zwarte gier, de koningsgier en de condors. Hier is sprake van een symbiotische relatie, met name als het gaat om grotere kadavers. De grote aaseters hebben sterkere snavels, dus wanneer zij klaar zijn is het vlees zodanig verscheurd dat de roodkopgier zich makkelijk kan voeden. Dit gaat niet op bij kleine kadavers. Hier wordt de roodkopgier verjaagd door zwarte gieren en andere roofvogels als caracara's en bandstaartbuizerds.
Net als alle gieren speelt de roodkopgier dankzij zijn voedingsgewoonten een belangrijke rol in het ecosysteem. Hij verwijdert karkassen voordat ze een broeinest van ziektes worden. Zo stopt hij onder andere de verspreiding van botulisme, miltvuur, cholera, salmonella en varkenspest. Doordat de roodkopgier ook kleine en goed verborgen kadavers weet te vinden, vervult hij een belangrijke niche in een groot deel van zijn leefgebied.

### Natuurlijke vijanden
De roodkopgier heeft relatief weinig natuurlijke vijanden. Jonge en volwassen vogels vallen incidenteel ten prooi aan Amerikaanse oehoe's, roodstaartbuizerds, steenarenden en Amerikaanse zeearenden, terwijl kleine zoogdieren als wasberen en opossums zich soms voeden met de eieren en kuikens.
De voornaamste vorm van zelfverdediging is het uitbraken van halfverteerd voedsel. De stank weerhoudt de meeste predatoren ervan dichterbij te komen. Als de belager dicht is genaderd, zal de roodkopgier vaak proberen om in zijn gezicht te braken. Net als veel andere gieren braakt de roodkopgier zijn voedsel soms ook uit om makkelijker weg te kunnen vliegen.

## Voortplanting en ontwikkeling

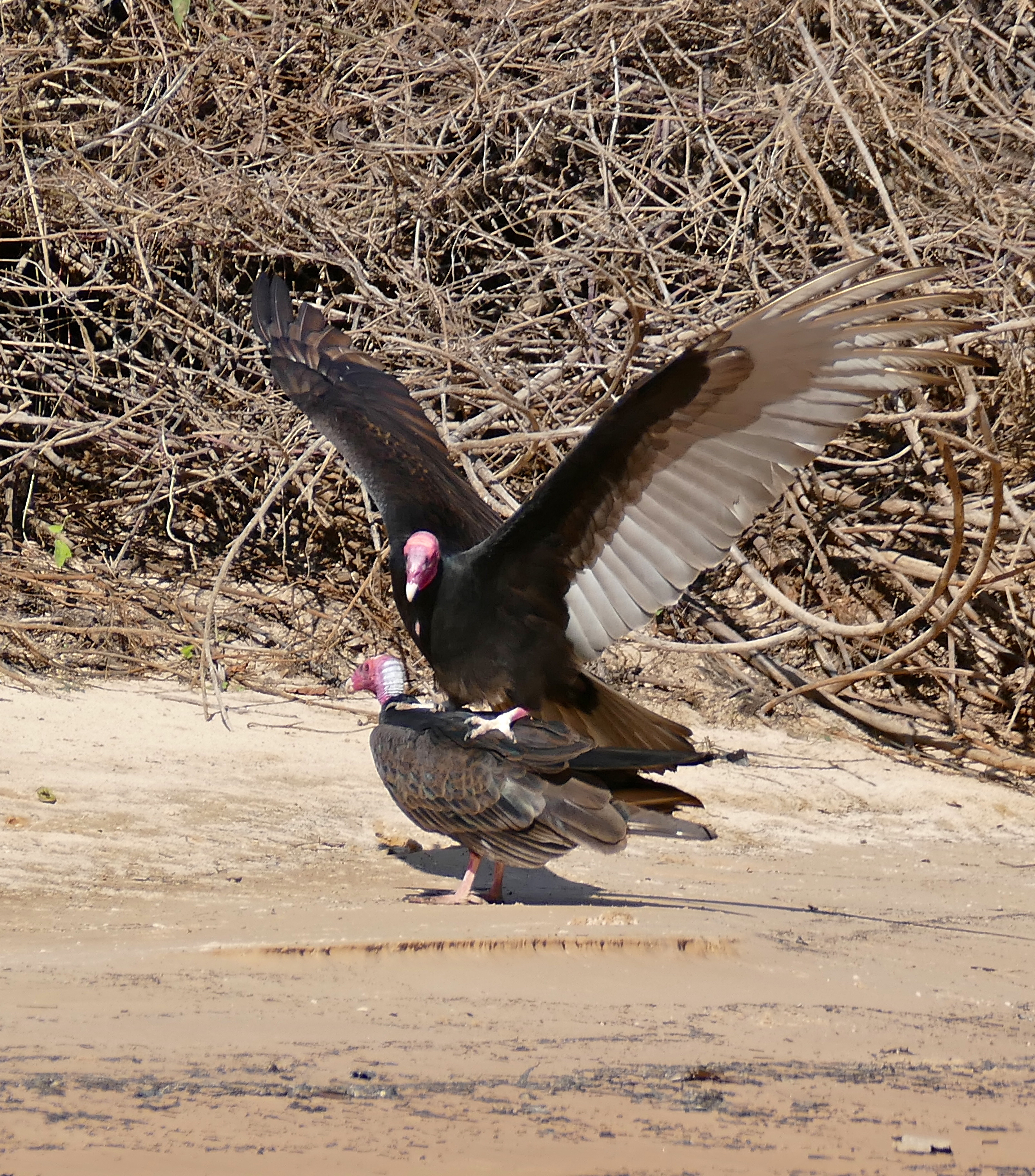
Parende roodkopgieren in Mato Grosso, Brazilië

Het broedseizoen van de roodkopgier varieert met de breedtegraad. In Brits-Columbia in Canada broedt de roodkopgier van begin april tot eind augustus. In Georgia, in het zuiden van de Verenigde Staten, loopt het broedseizoen van maart tot juni, met een piek in april en mei. Op Trinidad broedt de roodkopgier van november tot maart en op de Falklandeilanden van midden september tot eind oktober.

### Balts
De balts bestaat uit meerdere rituelen. Op de grond voeren meerdere vogels gezamenlijk een rondedans van kleine sprongen uit, waarbij ze hun vleugels half uitspreiden. Koppels achtervolgen elkaar op korte afstand in de lucht. De leidende vogel zwenkt, duikt en klapwiekt ongeveer een minuut lang, waarop beide vogels kort pauzeren. De gieren herhalen deze achtervolgingen tot wel drie uur achter elkaar.

### Nestplaats
De nestplaats bevindt zich op een moeilijk te bereiken plek, zoals een rotsklif, een grot, een holle boom, dicht struikgewas, een verlaten roofvogelnest of een leegstaand gebouw. Meestal kiest de roodkopgier een locatie die aanmerkelijk kouder is dan de omgeving en op grote afstand ligt van verkeerswegen of andere plaatsen met kans op verstoring.
Net als alle gieren van de Nieuwe Wereld bouwt de roodkopgier geen nest; de eieren worden op de kale grond gelegd. Hoogstens worden wat bladeren of grond weggeschraapt of wordt er een hoopje gemaakt van planten en rot hout. Een nestplaats kan meer dan tien jaar achtereenvolgens worden gebruikt.

### Broedsel

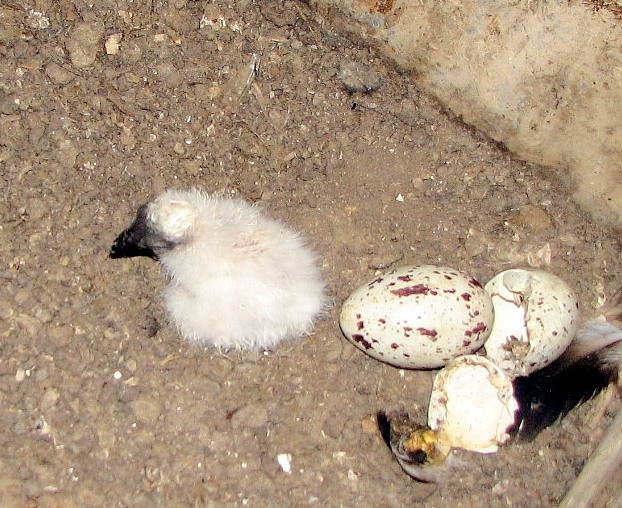
Een legsel bestaat gewoonlijk uit twee eieren.

Een koppel roodkopgieren brengt gewoonlijk elk jaar twee nestlingen groot. Soms wordt er slechts één ei gelegd, en zeer zelden drie. De eieren zijn crèmekleurig met bruine of paarse vlekken aan de dikkere zijde. Een roodkopgierei meet 6,5 tot 7,5 bij 4,4 tot 5,3 centimeter.
De ouders broeden om beurten en na 28 tot 41 dagen komen de eieren uit. De juvenielen zijn nestblijvers en worden door de ouders gevoerd. Doordat de roodkopgier zwakke poten heeft, kan hij geen kadavers naar het nest brengen. In plaats daarvan voert hij de jongen met voedsel uit zijn krop.
Wanneer een van de ouders op het nest wordt bedreigd, zal deze vluchten, over de indringer braken of zich dood houden. De nestlingen verdedigen zich door zacht te sissen, schijnaanvallen uit te voeren of gericht te braken.

### Verdere ontwikkeling
Na 60 tot 84 dagen vliegen de jongen uit. Ze worden daarna nog ongeveer een week door de ouders gevoerd. De familiegroep blijft bij elkaar tot het begin van de herfst.
Het vliegvlugge jong heeft aanvankelijk een grijze kop met een zwarte snavelpunt. Naarmate hij ouder wordt veranderen de kleuren in die van een volwassen vogel. Elk jaar ondergaat de roodkopgier een geleidelijke rui, die laat in de winter of vroeg in de lente begint en tot de vroege herfst voortduurt.
In het wild kan de roodkopgier tot wel zestien jaar oud worden. In gevangenschap is een leeftijd van dertig jaar niet ongewoon. De maximale bekende leeftijd bedroeg in 2015 ruim veertig jaar.

## Verspreiding en leefgebied
Waarschijnlijk is de roodkopgier de meest wijdverspreide vogel in Amerika. Zijn verspreidingsgebied beslaat het grootste deel van het continent en werd in 2016 geschat op 8,15 miljoen vierkante kilometer. De roodkopgier broedt van zuidelijk Canada tot in Cabo de Hornos in Vuurland. In Latijns-Amerika en het zuiden van de Verenigde Staten is hij een standvogel. Noordelijke populaties trekken in de winterperiode naar het zuiden, soms tot in Zuid-Amerika. De migrerende gieren vormen dan zwermen die kunnen uitgroeien tot enkele duizenden vogels.

### Populatietrend
De roodkopgier is in een groot deel van zijn omvangrijke verspreidingsgebied een talrijke broedvogel. In Noord-Amerika heeft hij zijn leefgebied de afgelopen twee eeuwen almaar verder naar het noorden uitgebreid. Tijdens hun expeditie in 1804 troffen Lewis en Clark de vogel in grote aantallen aan in de Rocky Mountains en langs de rivier de Columbia. Langs de noordwestelijke kust van Noord-Amerika was het in die tijd echter een zeer zeldzame vogel.
In 1908 had de roodkopgier zijn leefgebied in het noorden uitgebreid tot in New Jersey. In de jaren 1920 broedde hij ook in relatief grote aantallen in New York. De ornitholoog Winsor Marrett Tyler noemde de roodkopgier in 1937 "de belangrijkste aasetende vogel van de Verenigde Staten". Sinds 1945 broedt de roodkopgier ook in de omgeving van de Grote Meren en vanaf 1955 ook in Canada. Volgens de North American Breeding Bird Survey is de populatiegrootte in Noord-Amerika ook tussen 1966 en 2014 steeds verder toegenomen.
Tegenwoordig is de roodkopgier een van de meest algemene grote roofvogels van Noord-Amerika. De organisatie Partners in Flight schatte de totale broedpopulatie in 2017 op 18 miljoen. Hiervan zou 28% minstens een deel van het jaar in de Verenigde Staten doorbrengen, 9% in Mexico en 1% broedend in Canada. De soort staat als 'Niet Bedreigd' (LC of Least Concern) geklasseerd op de Rode Lijst van de IUCN.

### Habitat
De habitat van de roodkopgier bestaat voornamelijk uit open en halfopen terreinen, zoals bossen, kreupelhout, weilanden, stedelijk gebied en woestijnen. Hij houdt zich bij voorkeur op in relatief open gebieden met voldoende bomen, zoals akkerland en savannes. Ook blijft hij doorgaans in de buurt van rivieren, meren of de oceaankust. Tijdens het foerageren komt de roodkopgier regelmatig in de buurt van mensen. In sommige gebieden is hij algemener in de omgeving van dorpen en nederzettingen dan in de wildernis.
De roodkopgier vermijdt dichtbeboste gebieden, maar kan zich dankzij zijn goede reukzin ook hier handhaven. Hierdoor heeft hij zijn verspreidingsgebied verder naar het noorden kunnen uitbreiden dan de zwarte gier, die in veel overlappende gebieden juist talrijker is.

## Taxonomie

Volwassen en juveniele roodkopgier in The Birds of America (1827–1838)

De wetenschappelijke naam van de roodkopgier werd in 1758 als Vultur aura gepubliceerd door Carl Linnaeus. De naam 'Aura' nam hij over van Francisco Hernández, die schreef dat het de naam was die de Mexicanen aan de vogel gaven. 'Aura' is hier dus een zelfstandig naamwoord. Voor beschrijvingen en afbeeldingen van de vogel verwees Linnaeus naar Hernández, Georg Markgraf, Francis Willughby, John Ray, Mark Catesby, Hans Sloane en Patrick Browne.
Linnaeus plaatste alle hem bekende gieren in het geslacht Vultur, en maakte geen onderscheid tussen de gieren van de Nieuwe Wereld (Cathartidae) en de gieren van de Oude Wereld.
In 1811 plaatste de Duitse zoöloog Johann Illiger de roodkopgier samen met de koningsgier (Vultur papa) in het door hem nieuw gecreëerde geslacht Cathartes.

### Geografische variatie

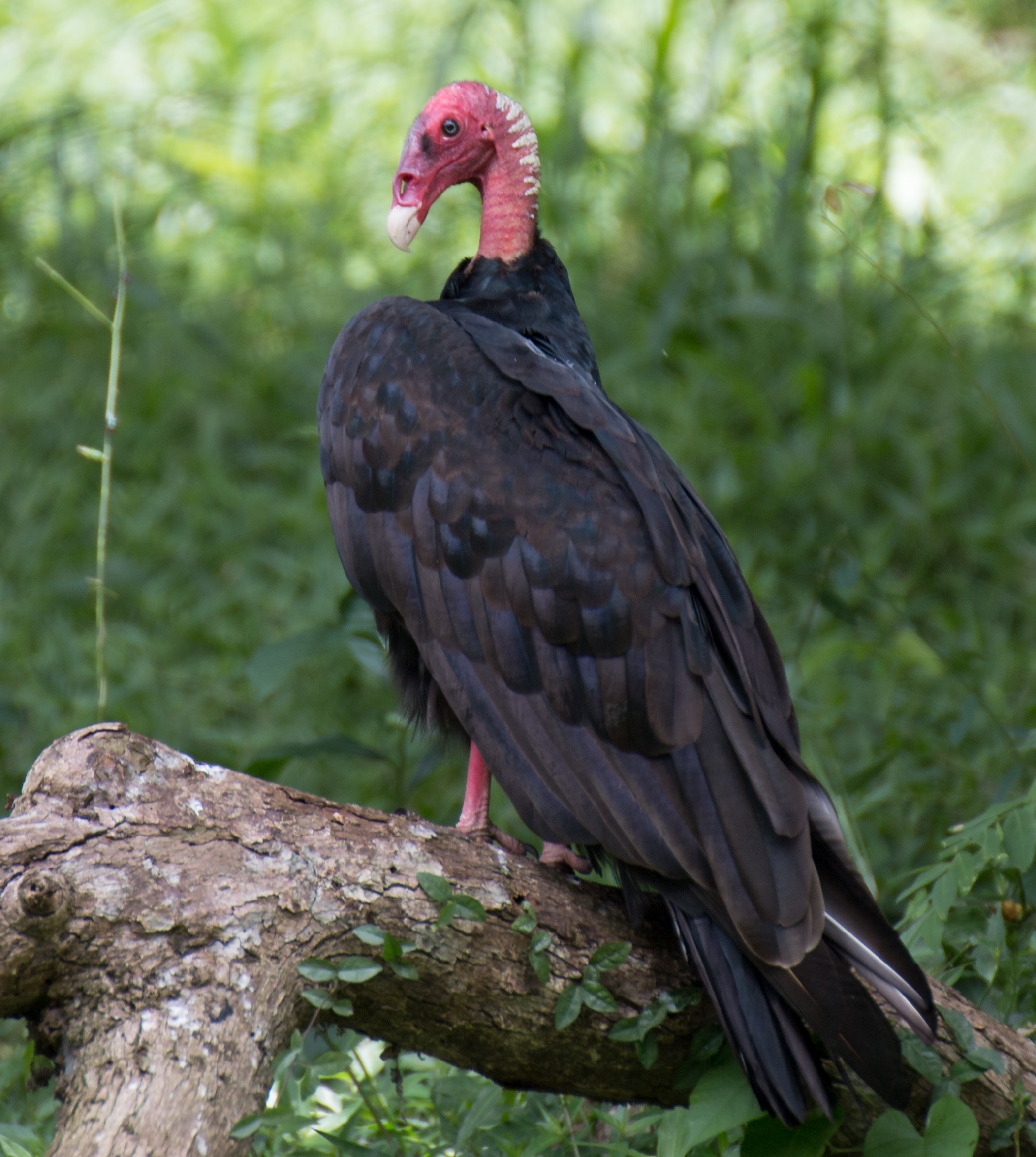
Roodkopgieren in tropische streken, zoals hier in Trinidad, hebben vaak lichtgekleurde banden in hun nek.

De geografische variatie van de roodkopgier uit zich vooral in de kleur van de kop. Noordelijke vogels hebben een uitgesproken rode kop. De tropische vogels hebben een blekere kop, vaak met een rij van lichtgekleurde banden in de nek. De roodkopgieren in de gematigde streken van Zuid-Amerika hebben vaak een dieprode kop, soms bijna paars-rood. De verschillen in verenkleed en lichaamsformaat zijn subtieler.
De IOC World Bird List onderscheidt in de versie 8.1 (2018) zes ondersoorten:
- Cathartes aura meridionalis Swann, 1921 (synoniem: C. a. teter) is de ondersoort die het meeste migreert. De noordelijke grens van het broedgebied is het zuiden van Manitoba, het zuiden van Brits-Columbia, Centraal-Alberta en Saskatchewan. In het zuiden komt hij als broedvogel voor tot in het zuiden van Baja California, het zuiden van Arizona, het zuidoosten van New Mexico en het zuidoosten van Texas.[52] Hij overwintert tot diep in Zuid-Amerika, in het leefgebied van de kleinere C. a. aura. Hij is te onderscheiden van C. a. septentrionalis door de donkerdere en smallere uiteinden van de kleine vleugeldekveren.[53]
- C. a. septentrionalis zu Wied-Neuwied, 1839 komt voor van het zuidoosten van Canada tot in het oosten van de Verenigde Staten. Hij verschilt van C. a. meridionalis in staart- en vleugelformaat. C. a. septentrionalis trekt zelden. Soms overwintert hij in regio's ten zuiden van de Verenigde Staten.[53]
- C. a. aura is de nominaatondersoort en komt voor van het zuiden van Californië en het zuiden van Texas tot in Costa Rica en de Grote Antillen. Een groot deel van zijn leefgebied overlapt dat van andere ondersoorten. C. a. aura is de kleinste ondersoort en is qua kleur moeilijk te onderscheiden van C. a. meridionalis.[53]
- C. a. ruficollis von Spix, 1824 komt voor van het zuiden van Costa Rica en Panama tot in het noorden van Argentinië en het oosten van Brazilië. Hij komt ook voor op het eiland Trinidad.[54] Deze ondersoort is donkerder en meer zwart gekleurd dan C. a. aura. De bruine vleugelranden zijn smaller of ontbreken geheel.[54]
- C. a. jota (Molina, 1782) leeft in de Andes, van Colombia tot in het zuiden van Argentinië. Hij is groter, bruiner en iets lichter gekleurd dan C. a. ruficollis. De secundaire slagpennen en de vleugeldekveren hebben soms een grijze rand.[55]
- C. a. falklandicus ([[Richard Bowdler Sharpe|Sharpe]], 1873) lijkt sterk op C. a. jota. Hij komt voor langs de Stille Oceaankust, van Ecuador tot het zuiden van Chili en de Falklandeilanden.

Van twee taxa staat de ondersoortstatus ter discussie. C. a. falklandicus is mogelijk synoniem aan C. a. jota en C. a. meridionalis aan C. a. aura. De onderlinge verschillen in deze twee groepen zijn marginaal. Ook is gesuggereerd dat de verschillen tussen de noordelijke populaties (C. a. septentrionalis, C. a. aura en C. a. meridionalis) en de zuidelijke populaties (C. a. ruficollis, C. a. jota en C. a. falklandicus) mogelijk een opsplitsing in twee aparte soorten rechtvaardigen.

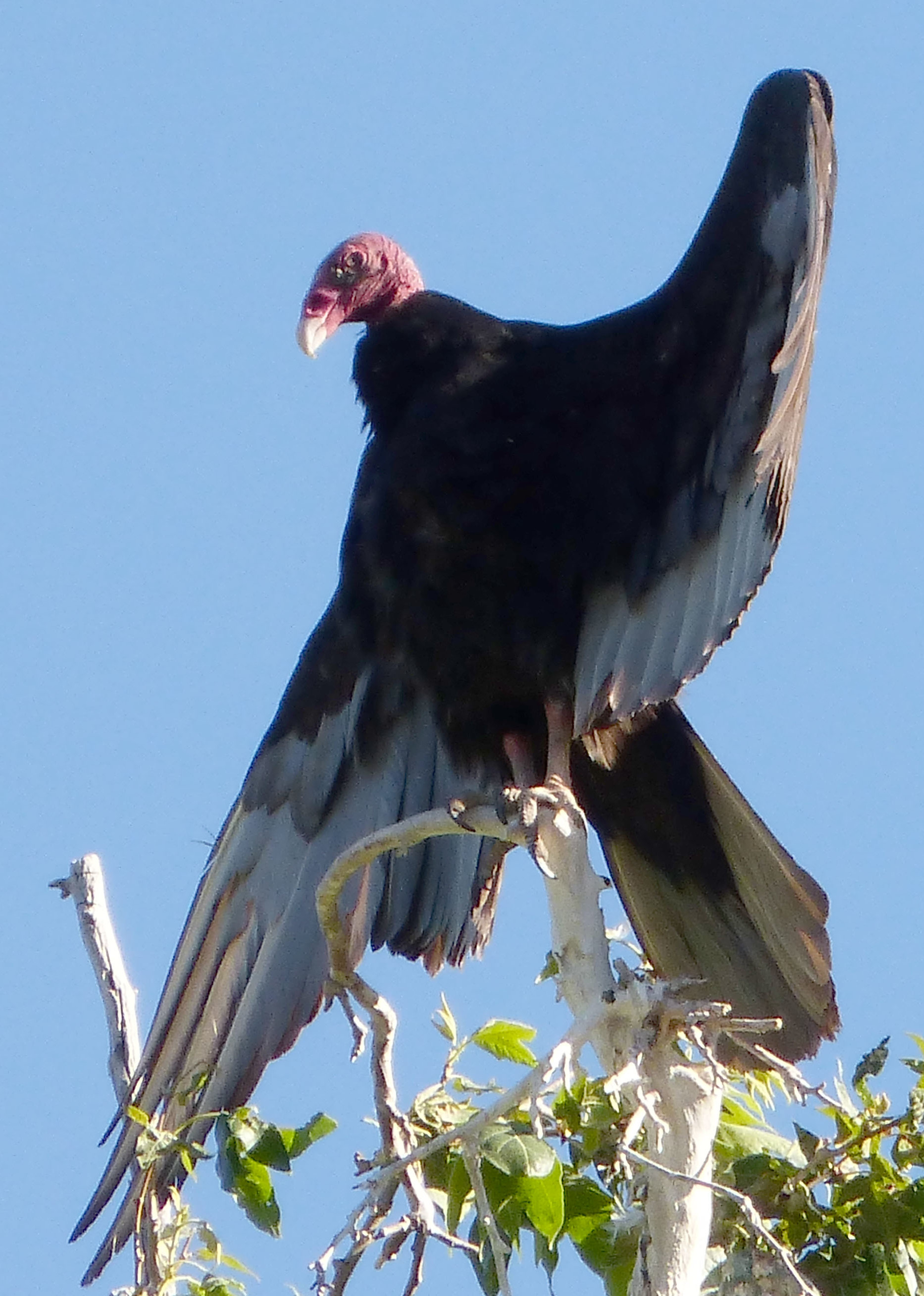
C. a. meridionalis of C. a. aura Paradise, Arizona
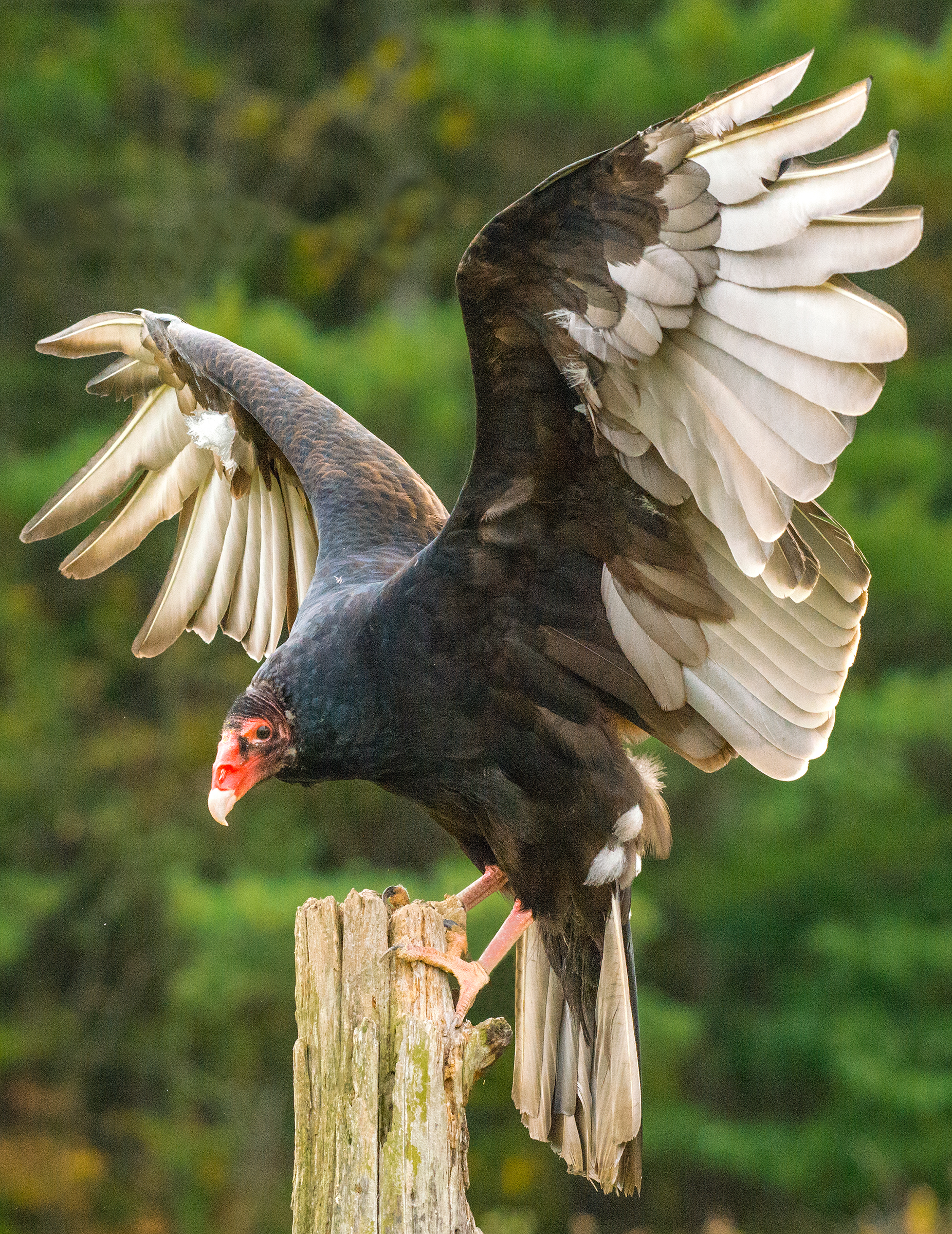
C. a. septentrionalis Canada
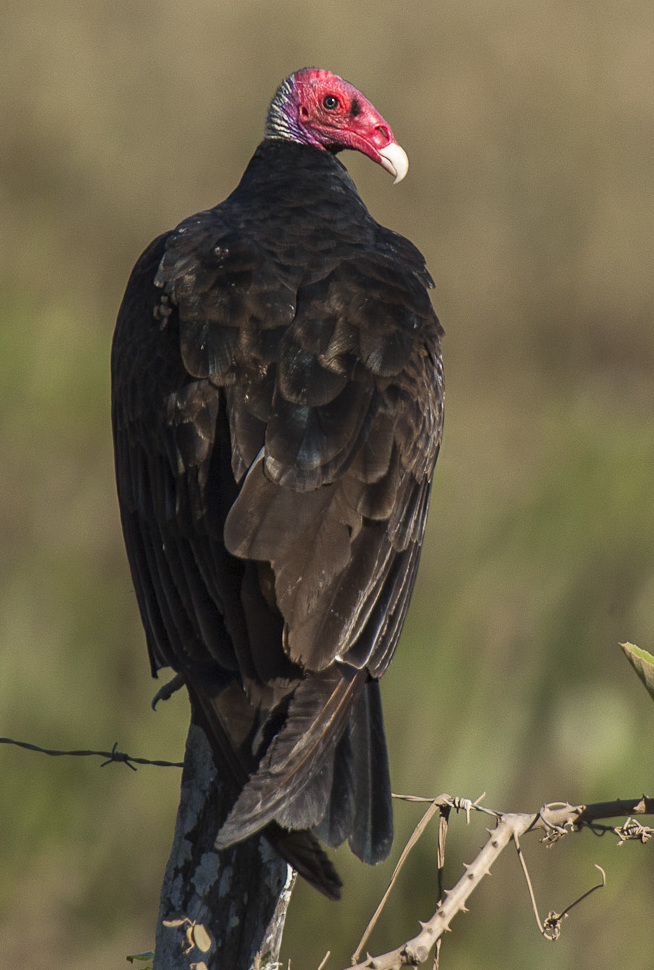
C. a. ruficollis Pantanal, Brazilië
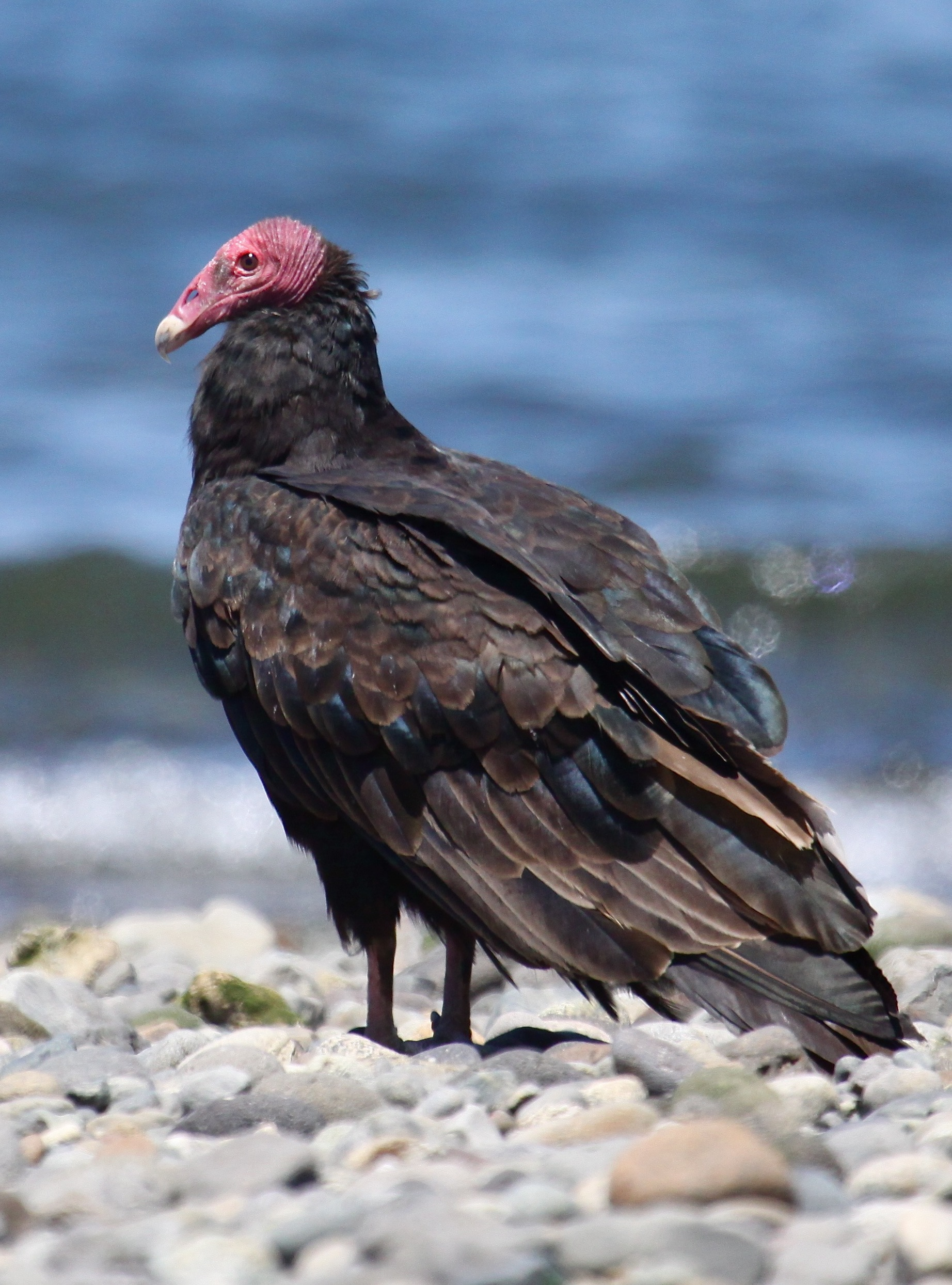
C. a. falklandicus of C. a. jota Puerto Montt, Chili

### Overzicht
- Accipitriformes
  - Accipitridae (Havikachtigen)
    - onder andere de gieren van de Oude Wereld

  - Cathartidae (Gieren van de Nieuwe Wereld)
    - Cathartes
      - Roodkopgier (C. aura)
        - C. a. aura
        - C. a. falklandicus
        - C. a. jota
        - C. a. meridionalis
        - C. a. ruficollis
        -  C. a. septentrionalis

      - Kleine geelkopgier (C. burrovianus)
      -  Grote geelkopgier (C. melambrotus)

    - Coragyps
      - Zwarte gier (C. atratus)

    - Sarcoramphus
      - Koningsgier (S. papa)

    - Gymnogyps
      - Californische condor (G. californianus)

    - Vultur
      - Andescondor (V. gryphus)

  - Pandionidae (Visarenden)
  -  Sagittariidae (Secretarisvogels)

## Naamgeving
De wetenschappelijke naam van de roodkopgier is Cathartes aura. Cathartes is een latinisering van het Griekse kathartēs (καθαρτης), wat 'zuiveraar' betekent. Hiermee wordt verwezen naar de rol van opruimer die de vogel in zijn leefgebied vervult. De soortaanduiding aura is de spelling die Francisco Hernández in 1651 gebruikte voor de naam die Mexicaanse indianen voor de vogel gebruikten, en die ook als aurouá geschreven kan worden.
De Engelse naam voor de roodkopgier luidt turkey vulture. Ook in het Nederlandse taalgebied is 'kalkoengier' een algemene naam voor de vogel. Deze naamgeving dankt hij aan zijn rode, kale kop en zijn donkere verenkleed, typische kenmerken van een mannelijke kalkoen (Meleagris gallopavo).

### Volksnamen

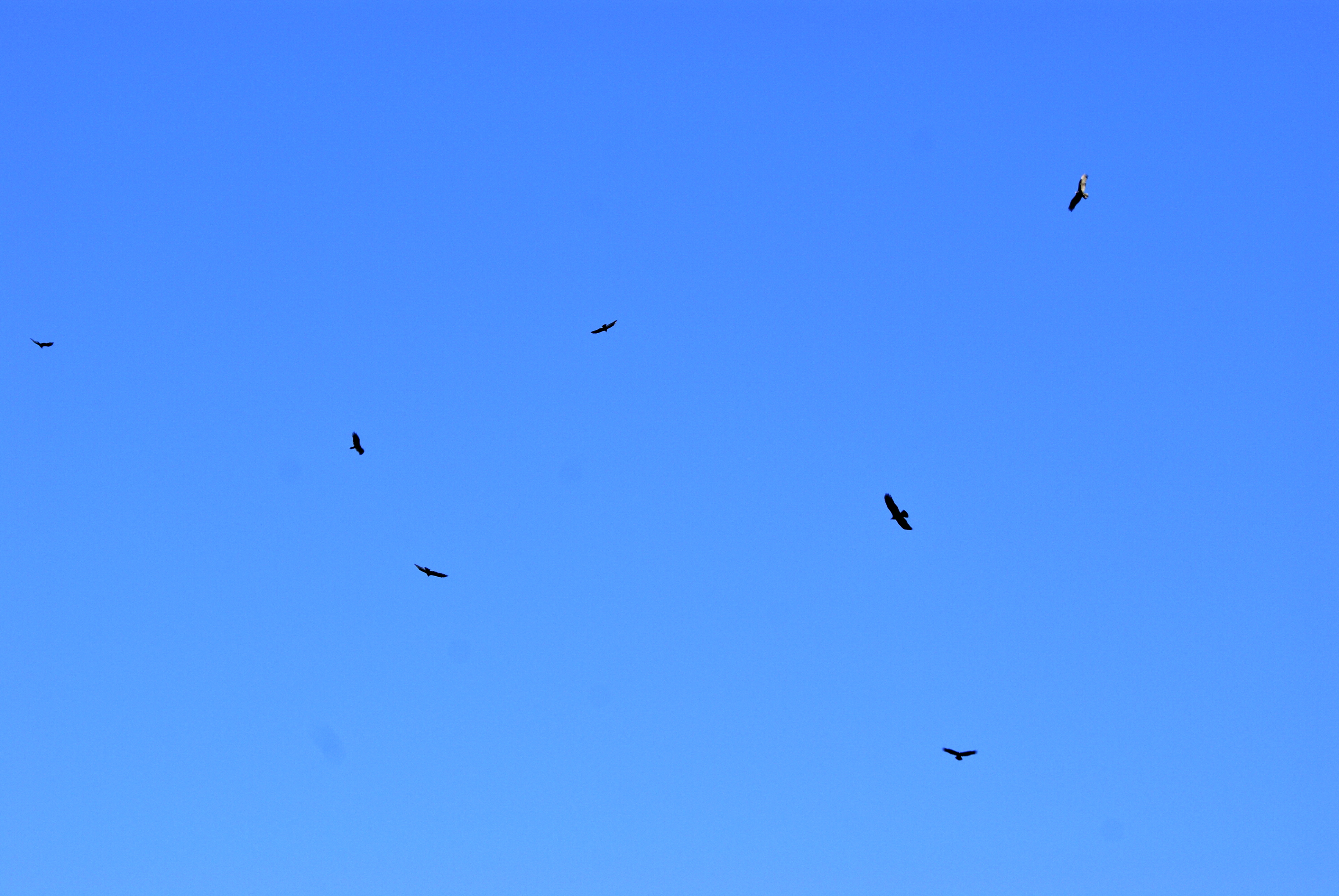
Cirkelende gieren boven de Quebrada de los Cuervos

In Amerika bestaan diverse volksnamen voor de roodkopgier. In veel Latijns-Amerikaanse regio's worden de vier kleinste giersoorten 'kraaien' genoemd. Kraaien zijn net als deze gieren sociale vogels en opportunistische aaseters.
In sommige delen van de Caraïben noemt men de roodkopgier John crow of carrion crow, wat respectievelijk 'John kraai' of 'aaskraai' betekent. De Quebrada de los Cuervos ('Kraaienravijn') in Uruguay dankt zijn naam aan de roodkopgieren, kleine geelkopgieren en zwarte gieren die hier in grote aantallen voorkomen.
In enkele Noord-Amerikaanse regio's wordt de roodkopgier turkey buzzard of kortweg buzzard genoemd. Mogelijk dankt hij deze naam aan zijn gewoonte om boven een kadaver te cirkelen. De term buzzard wordt namelijk in de Oude Wereld ook gebruikt voor roofvogels die tot het geslacht Buteo behoren. Hiertoe behoort ook de buizerd, die vaak in cirkels vliegt. De Cherokees noemen de roodkopgier de 'vredearend', daar hij in de vlucht op een arend lijkt, maar in tegenstelling tot deze roofvogel geen dieren doodt.

## Relatie met de mens

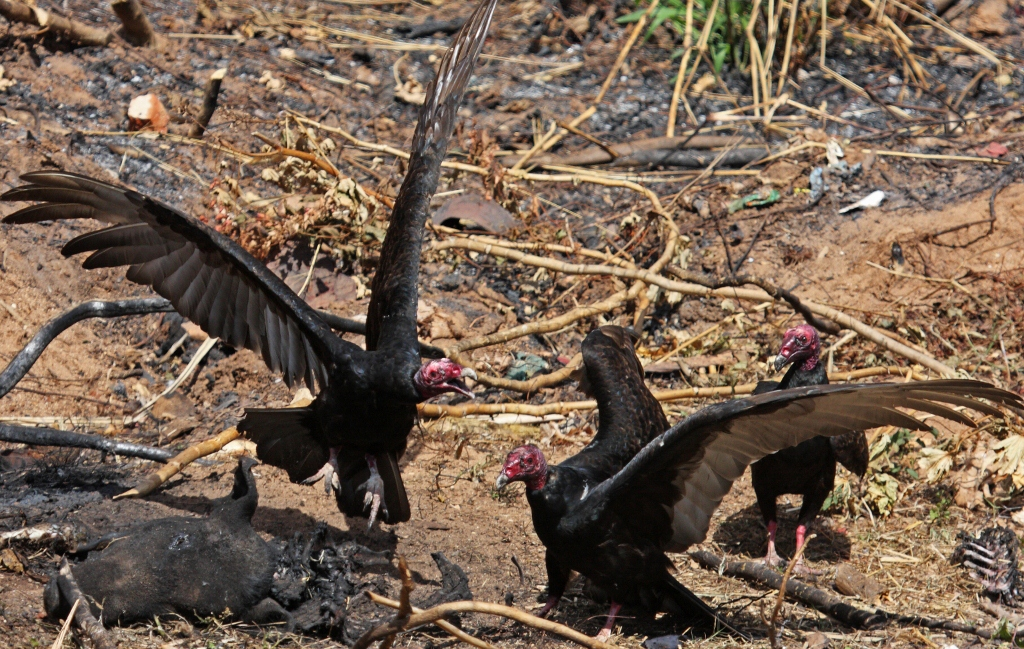
Ruziënde roodkopgieren bij een dood rund in Cuba. Over hun gewoonte om zich met kadavers te voeden bestaan uiteenlopende meningen.

De relatie van de roodkopgier met de mens is ambivalent te noemen. Zijn eetgewoonten en onaantrekkelijk uiterlijk werken niet in het voordeel van de roodkopgier en veel mensen associëren rondcirkelende gieren met de nabijheid van de dood. De roodkopgier wordt ook beschuldigd van het doden van vee en het verspreiden van ziektes. Anderen waarderen juist zijn rol als opruimer in de natuur. Zij zien de gier als een ziektebestrijder. In stedelijke gebieden waar roodkopgieren in aantal afnemen, neemt het aantal ratten toe.

### Bedreigingen
Vroeger werden gieren in Amerika bedreigd door de ophoping van DDT in hun lichaam, wat resulteerde in een te dunne eierschaal, waardoor eieren kunnen breken tijdens het uitbroeden. Tegenwoordig is DDT in de meeste Amerikaanse landen verboden en vormt het geen ernstige bedreiging meer voor de roodkopgier.

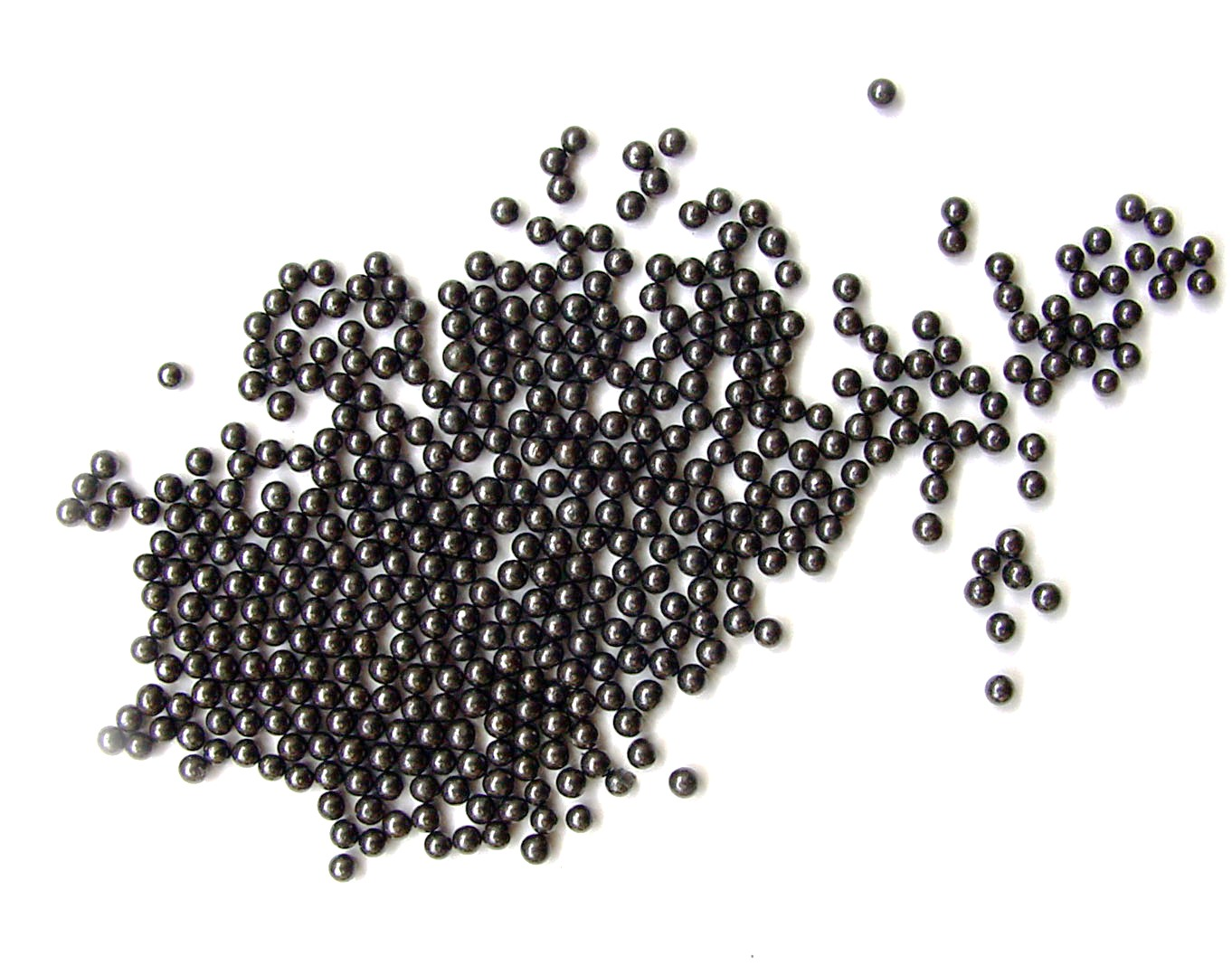
Loden kogels vormen een bedreiging voor vrijwel alle giersoorten.

Loodvergiftiging is daarentegen nog altijd een bedreiging. Gieren kunnen lood binnenkrijgen wanneer ze eten van geschoten wild. Hun lichaamssappen kunnen veel schadelijke stoffen neutraliseren, maar dat geldt niet voor dit element. Uiteindelijk wordt het in het bloed opgenomen, vaak met de dood tot gevolg.
Sommige veeboeren menen dat de roodkopgier met zijn poten ziektes verspreidt, zoals varkenspest en miltvuur. Om deze reden wordt hij vergiftigd en bejaagd. Ook is hij soms ten onrechte beschuldigd van het doden van pasgeboren kalveren. Deze worden weleens gedood door zwarte gieren, waarna roodkopgieren zich te goed doen aan de restanten.

### Bescherming
De kans dat de roodkopgier uitsterft is volgens het IUCN zeer gering. Desondanks wordt hij in een groot deel van zijn leefgebied beschermd, waaronder in Verenigde Staten, Canada en Mexico. In de Verenigde Staten is het illegaal om een roodkopgier te vangen of te doden. Hij mag alleen in gevangenschap worden gehouden als hij gewond is of niet in staat om in het wild te overleven. Een overtreding kan een boete tot $ 15.000 opleveren of een gevangenisstraf tot zes maanden.

### Inheemse culturen
Gieren spelen een belangrijke rol in de cultuur en godsdienst van inheemse Amerikanen. De roodkopgier heeft hierin een minder opvallend aandeel dan bijvoorbeeld de andescondor, maar in de gebruiken en overleveringen van enkele indianenstammen wordt specifiek naar hem verwezen.
Noord-Amerikaanse indianen die in het broedgebied van de roodkopgier leven zien de terugkomst van de roodkopgier als een teken dat de winter voorbij is. De Pueblovolkeren in het zuidwesten van de Verenigde Staten beschouwen de roodkopgier als het symbool van reiniging. Ze geloven dat zijn veren kwaadaardige invloeden kunnen verdrijven uit mensen en objecten.
Vermeldenswaard is een legende van de Irokezen, die verhaalt hoe de roodkopgier aan zijn verenkleed komt. Hieronder volgt een verkorte versie:

Toen de schepper de vogels maakte, hadden deze aanvankelijk nog geen veren. Ontevreden met hun uiterlijk maakte de schepper een verscheidenheid aan verenpakken. Gáh-gah-go-wah de roodkopgier kreeg de opdracht om deze op te halen, daar hij lange afstanden kon vliegen zonder vermoeid te raken. Als tegenprestatie kreeg hij de eerste keus, maar hij moest beloven elk pak slechts eenmaal te passen.
Gáh-gah-go-wah kon echter niet kiezen tussen de prachtige creaties. Hij begon ze een voor een te passen, maar vond in elk pak een nadeel. Het laatste was saai van kleur en had aan het kopstuk geen veren. Er waren geen andere pakken meer, dus Gáh-gah-go-wah moest het nemen. Teruggekomen werd hij door de vogels uitgelachen om zijn vreemde uitdossing. Maar hij liep trots rond tussen de vogels en zei: "Gáh-gah-go-wah hoeft jullie pakken niet. Hij had de eerste keus en geeft de voorkeur aan zijn eigen pak!"